# Maison de la garde de Seinäjoki
La Maison de la garde (finnois : Seinäjoen suojeluskuntatalo) est un bâtiment situé à Seinäjoki en Finlande.

## Histoire
Première œuvre d'Alvar Aalto, le bâtiment accueille de nos jours le Musée de la garde et de Lotta Svärd (fi).